# Prądy strugowe

Jeden z mechanizmów tworzenia się prądów strugowych: fale przybojowe przechodzą przez płyciznę, a prąd zawraca i zawęża się, płynąc w stronę morza, tworząc strugę wody

Prądy rozrywające (prąd porywający, prąd strugowy, prąd wciągający, ang. rip current) – zlokalizowane i czasami silne prądy w strefie przybrzeżnej, w kierunku otwartego morza, związane z załamującymi się falami w strefie przyboju oraz ze zmienną charakterystyką strefy brzegowej (falochrony, rowy). Typowe wielkości prądów rozrywających wynoszą około 0-1 m/s (0-2 węzły), ale mogą dochodzić do 2,5 m/s w tzw. megastrugach. Prądy te powstają wszędzie tam, gdzie załamują się fale. Prądy rozrywające rozszerzają się po przejściu strefy przyboju (strefy początku załamywania się fal).
Jeden z mechanizmów tworzenia się prądów rozrywających jest związany z załamywaniem się fal na płyciźnie i tworzeniem się zlokalizowanego prądu w stronę morza, płynącego na powierzchni wody. Prądy strugowe są tworzone często przy falochronach i innych strukturach przybrzeżnych. Często fale dochodzą do brzegu pod pewnym kątem i powodują prąd płynący wzdłuż wybrzeża, prądy te mogą być skierowane w stronę morza przez przeszkody takie jak falochron. Dane pomiarowe sugerują, że siła prądów strugowych zwiększa się wraz z energią załamujących się fal i zmniejszaniem się głębokości dna. Wciągające strugi mogą powstawać nawet na plażach, których niejednorodności są małe. Prądy rozrywające można obserwować za pomocą kamery lub zdjęć poklatkowych, za pomocą systemów radarowych, za pomocą pomiarów dryfterami, czy wrzucając do wody obiekty o neutralnej wyporności (np. pomarańcze) i oceniając ich ruch.
Prądy rozrywające są mylone z odpływem przy dnie, który jest słabszy. Do występowania prądów wstecznych w strefie brzegowej może się przyczyniać dryf Stokesa.

## Utonięcia
Wiele przypadków utonięć związanych jest z prądami strugowymi.
Raporty prasowe wskazują, że wiele akcji ratowniczych na plażach Bałtyku związanych jest z prądami strugowymi. Prądy strugowe odpowiedzialne są za 80% wszystkich akcji ratowniczych przez ratowników na plażach na Florydzie w USA. Prądy strugowe są zjawiskiem zlokalizowanym na powierzchni morza. Jednym z pierwszych systemów ostrzegania przed prądami strugowymi opracował Lushine na podstawie raportów ratowników z plaż i korelacji z siłą wiatru i kierunkiem wiatru. Okazało się, że wszystkie wypadki utonięć związane z prądami strugowymi zdarzały się przy wietrze od morza (prawie prostopadle do brzegu) przy umiarkowanych prędkościach wiatru (skala LURCS – ang. Lushine Rip Current Scale). Obecnie prognozy prądów strugowych w USA obejmują całe wybrzeże.
Zazwyczaj pływak w strefie przyboju, który znajdzie się w prądzie strugowym, powinien starać się przede wszystkim utrzymać na powierzchni wody, gdyż będzie unoszony w cyrkulacji prądu strugowego. Poza strefą przyboju należy natomiast płynąć wzdłuż wybrzeża.